# Саймон (граната)
Саймон (ивр. סיימון‎) — винтовочная граната.
Производится в Израиле, разработана компанией Рафаэль в 2005 году. Её основное предназначение выбивание входных дверей, во время военных операций в городских условиях. Граната надевается на ствол и приводится в движение одиночным выстрелом пулей калибром 5,56 мм для М16. Эффективная дальность стрельбы 15-30 м. Находится на вооружении армии Израиля и США. Имеется модификация, позволяющая устанавливать её на дверь вручную.

## Галерея

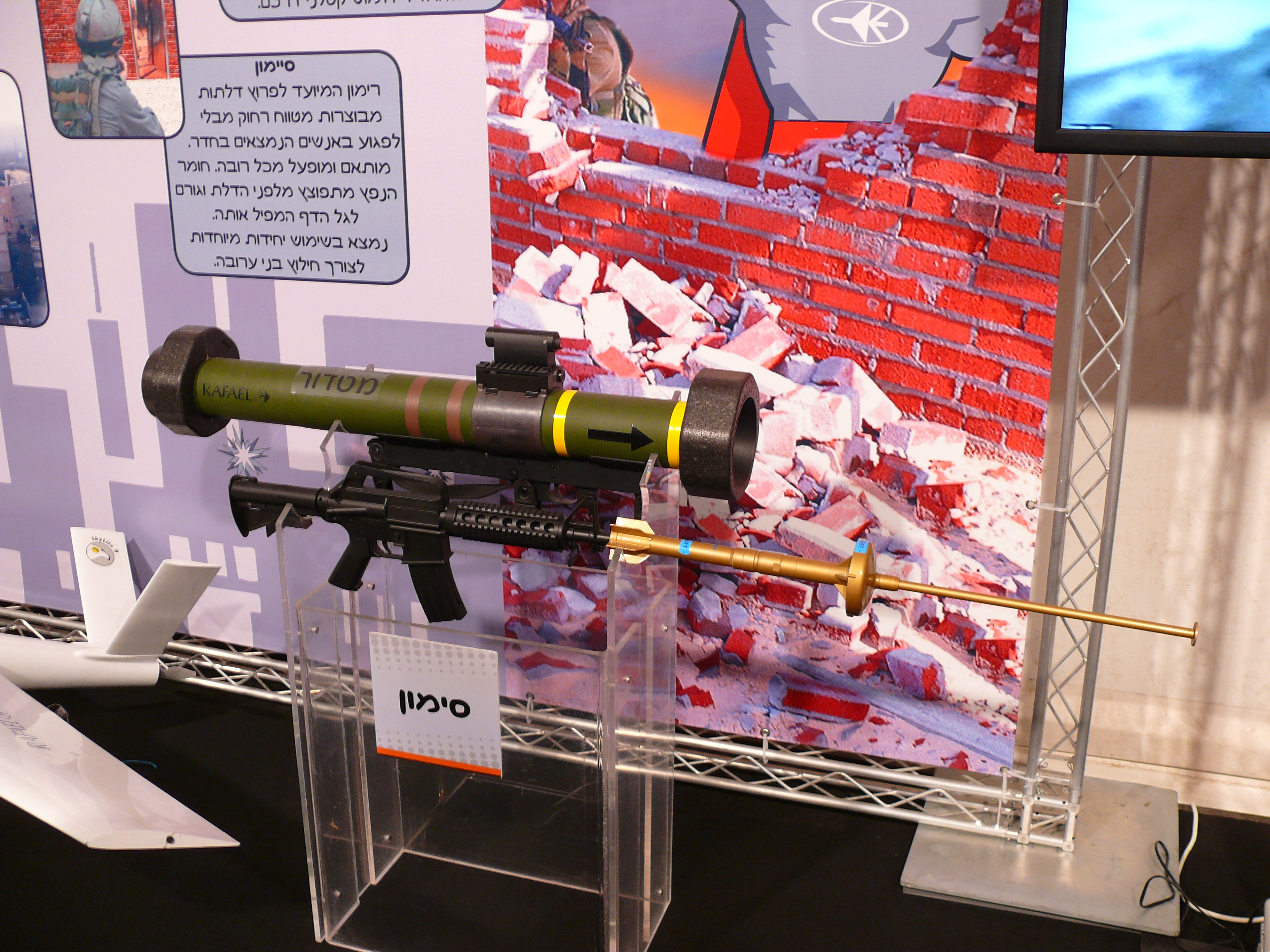
SIMON (снизу) на М4
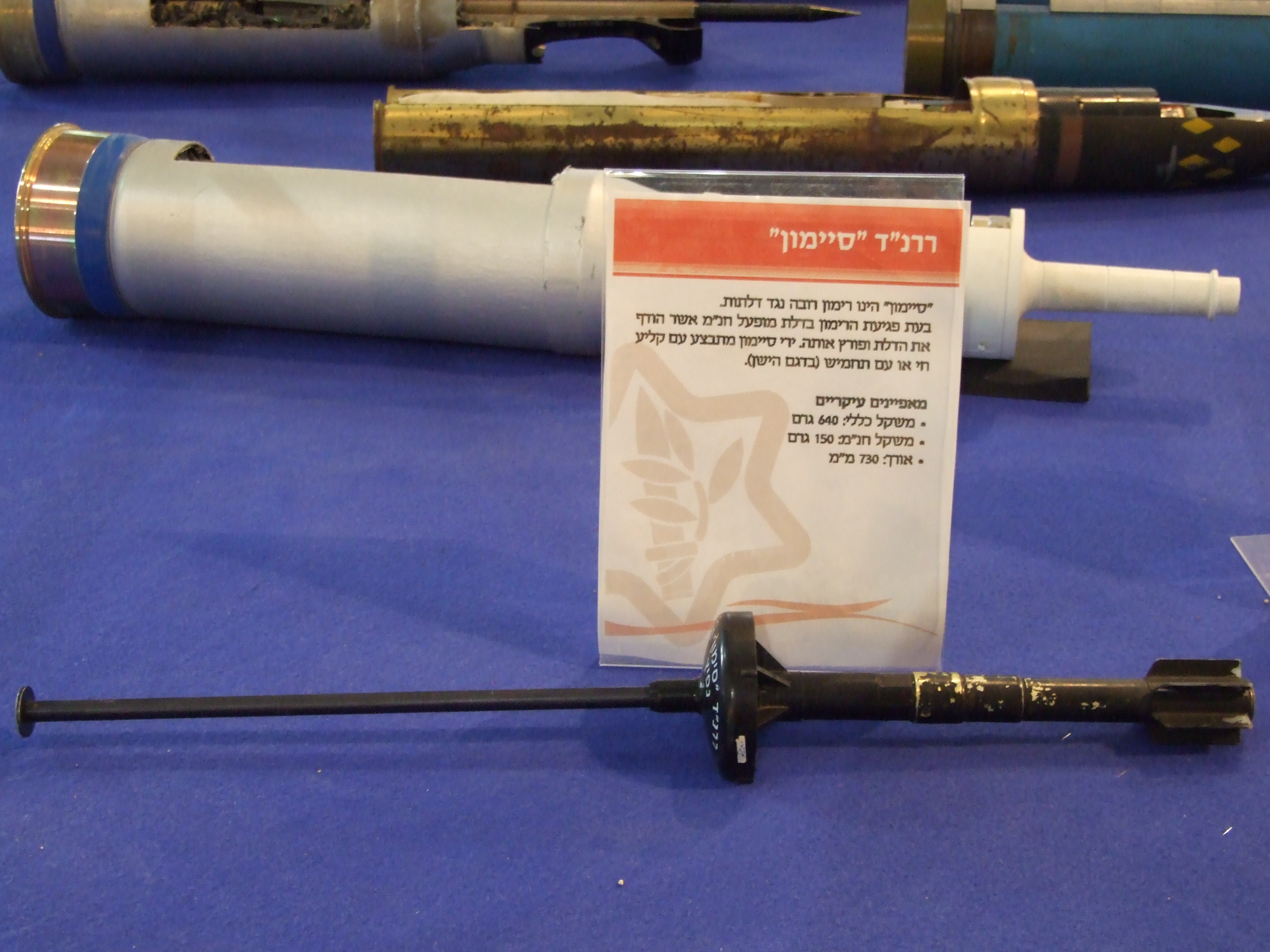